# 鼻副軟骨
鼻副軟骨（英語：accessory nasal cartilage）是鼻子裡其中的一種小軟骨，附近連接著鼻翼大軟骨和鼻外側軟骨。